# دوپونت و دوپونط

تصویری از دوپونت و دوپونط که در آن تفاوت سبیل‌هایش بهتر مشهود است.

دوپونت و دوپونط (به فرانسوی: Dupont et Dupond) که در برخی ترجمه‌های فارسی با نام دوپون و دوپونه هم نوشته شده، شخصیت‌های خیالی در ماجراهای تن‌تن و میلو اثر کاریکاتوریست بلژیکی هرژه هستند. دوپونت و دوپونط دو کارآگاه ادارهٔ پلیس هستند که بخش عمده‌ای از آرامه خنده‌دار را در این مجموعه داستان‌ها فراهم می‌کنند. هرژه در متن اصلی به زبان فرانسوی دو بار آنها را «برادران» می‌نامد. دوپونت و دوپونط مبتلا به آوا لغزانی (تمایل به جابجاسازی غیرعمدی حروف هنگام حرف زدن)، بسیار دست‌وپا چلفتی و کاملاً خنگ و بی‌عرضه هستند که اغلب فرد اشتباهی را (که معمولاً شخص مهمی هم هست) دستگیر می‌کنند. با وجود این، همواره به‌نحوی، مأموریت‌های مهم و حساسی به آنها سپرده می‌شود.
کارآگاهی که سبیل صاف و آویزان شبیه سبیل شیرماهی دارد «دوپونت» (Dupond) است، و آن دیگری که سبیل نوک برگشته و تیز دارد «دوپونط» (Dupont) است. حروف مختلف آخر اسمشان در فرانسوی نشان‌دهنده انواع مختلف سبیل آنها است: D برای droit («صاف») و T برای troussée («بالا برگشته»). اغلب، وقتی یکی از آنها چیزی می‌گوید، دیگری ادامه می‌دهد «از اون بالاتر» (Je dirais même plus) اما سپس دقیقاً همان چیزی را که اولی گفته دوباره تکرار می‌کند.
دوپونت و دوپونط معمولاً کلاه بولر به سر می‌گذارند، کت و شلوار مشکی بر تن دارند و با عصایی در دست حرکت می‌کنند، مگر در خارج از کشور: در طول این مأموریت‌ها، آنها اصرار دارند که لباس‌های محلی و فولکلور کشوری را که به آن سفر می‌کنند بپوشند، به امید اینکه همرنگ جماعت شوند، اما در عوض با پوشیدن لباس‌های فولکلور آن منطقه کاملاً انگشت‌نما و متمایز از بقیه می‌شوند.
دوپونت و دوپونط تا حدی بر اساس پدر و عموی هرژه، که دوقلوهای همسان بودند، خلق شده‌اند که هردو عصای پیاده‌روی یکسان در دست می‌گرفتند و کلاه‌های بولر مشابهی به سر می‌گذاشتند.

## تاریخچهٔ شخصیت
در تن‌تن در آمریکا شخصیت‌هایی شبیه به دوپونت و دوپونط وجود دارد: دو پلیس که با یکدیگر برخورد می‌کنند و یک کارآگاه بی‌کفایت به نام مایک مک‌آدام.
در تن‌تن در کنگو، دوپونت و دوپونط فقط در یک صحنه دیده می‌شوند (اگرچه در نسخه اصلی کتاب اصلاً ظاهر نشدند). نخستین حضور و مشارکت آنها در طرح یک داستان، در سیگارهای فرعون بود (که در ابتدا در سال ۱۹۳۴ منتشر شد) که در آن برای نخستین بار - هنگامی که در کشتی با تن‌تن درگیر می‌شوند - دیده می‌شوند؛ کشتی تفریحی‌ای که در آن تن‌تن و میلو در حال گذراندن تعطیلات خود در یک سفر دریایی هستند. هنگامی که سیگارهای فرعون نخستین بار منتشر شد، اسم رمز این دو X33 و X33A بود. در اینجا، آنها به طرز نامعمول و قابل توجهی، زرنگ و باکفایت هستند؛ برای نجات تن‌تن از جوخه اعدام خود را به آب و آتش می‌زنند (با لباس‌های مبدلی که حتی تن‌تن را هم به اشتباه می‌اندازد) و میلو را از قربانی شدن نجات می‌دهند. در این کتاب و دو داستان اولیه دیگر - گل آبی و جزیره سیاه - آنها مجبور به پیروی از اوامر رسمی و شواهد پلیسی جعلی بوده و بیشتر وقت خود را صرفِ تعقیب خودِ تن‌تن (بابت جنایاتی که مرتکب نشده است) می‌کنند. در گل آبی این دو می‌گویند هرگز به گناهکار بودن تن‌تن اعتقادی نداشتند و فقط مجبور به اطاعت از اوامر و دستورها بودند. به جز اسم رمزشان، در کتاب‌های اولیه این دو شخصیت بی‌نام ماندند. تنها با انتشار عصای اسرارآمیز در سال ۱۹۳۸ بود که تن‌تن هنگام معرفی آنها به پروفسور آلمبیک در فرودگاه، نام فعلی آنها (دوپونت و دوپونط) را بیان کرد.
هرژه در نمایشنامه خود تن‌تن در هند: اسرار الماس آبی در سال ۱۹۴۱ که با همکاری ژاک فان ملکبیکه نوشته شد، آنها را «دوران و دوران» نامید، اگرچه بعدها آنها را به «دوپون و دوپون» تغییر نام داد. (که در ترجمه فارسی به شکل دوپونت و دوپونط نوشته شد) هنگامی که عصای اسرارآمیز در سال ۱۹۵۱ در مجلهٔ داستان مصور «ایگل» برای خوانندگان بریتانیایی پخش شد، از شخصیت‌ها به عنوان «تامسون و تامسون» یاد می‌شد. (همچون نامِ فرانسوی، نگارش نامشان اندکی متفاوت، اما تلفظش عیناً مشابه است) این نام‌ها بعداً توسط مترجمان لزلی لانزدیل-کوپر و مایکل ترنر در ترجمه این مجموعه به زبان انگلیسی برای انتشارات مثوئن به‌کار گرفته شد.
در حالی که نسخه اصلی سیگارهای فرعون در سال ۱۹۳۲ منتشر شد، نسخه بازنویسی‌شده و بازطراحی‌شده آن در سال ۱۹۵۵ منتشر شد و تا سال ۱۹۷۱ به زبان انگلیسی ترجمه نگردید. این امر منجر به سردرگمی در ترتیب زمانی تسلسل داستان‌ها برای خوانندگان انگلیسی‌زبان مجموعه تن‌تن شد. به همین دلیل است که متن اشاره می‌کند که تن‌تن از قبل این دو را می‌شناسد و از رفتار غیردوستانه آنها شگفت‌زده شده است. با این حال، در ترتیب زمانی اصلی، این در واقع نخستین باری است که تن‌تن دوپونت و دوپونط را می‌بیند. علاوه بر این، هرژه به‌طور پس‌کنشی و گذشته‌گیر دوپونت و دوپونط را به نسخه رنگی سال ۱۹۴۶ دومین داستان تن‌تن، یعنی تن‌تن در کنگو در پس‌زمینهٔ داستان اضافه کرد که تن‌تن در آن به جمهوری دموکراتیک کنگو امروزی می‌رود.
دوپونت و دوپونط در ابتدا فقط شخصیت‌های فرعی بودند، اما بعدها اهمیت بیشتری پیدا کردند. در ترسیم مجدد کتاب‌های قبلی، به ویژه جزیره سیاه، کارآگاهان رفتارهای مرسوم فعلی خود را بروز دادند.

دوپونت و دوپونط

در سرزمین طلای سیاه، دوپونت و دوپونط به اشتباه برخی از قرص‌های مرموزی را که برای تقلب در بنزین استفاده می‌شوند می‌بلعند که باعث می‌شود ریش‌ها و موهای بسیار بلندی پیدا کنند که دائماً تغییر رنگ می‌دهند و با سرعتی سرسام‌آور رشد می‌کنند. این وضعیت در پایان این کتاب از بین می‌رود، اما در روی ماه قدم گذاشتیم عود می‌کند و زمانی که کاپیتان هادوک مجبور است به‌طور مداوم موها (و سبیل و ریش) آنها را قیچی کند، دوباره موها چنان سریع رشد می‌کنند که بلندی آنها به کف اتاق می‌رسد. در عرض چند ثانیه کاپیتان که از این موضوع ناامید و خسته شده، فریاد می‌زند: «و اگه بعدها از من بپرسند: کاپیتان هادوک! توی سفینه چکاره بودی؟ بهشون میگم: شاگرد سلمانی قربان!»
در ۱۹ کتاب پس از سیگارهای فرعون، دوپونت و دوپونط در ۱۷ تای آنها حضور دارند، و فقط در تن‌تن در تبت یا پرواز شماره ۷۱۴ دیده نمی‌شوند. در برخی از این کتاب‌ها نقش این دو کارآگاه جزئی است - حضور این دو در داستان ستاره اسرارآمیز جزئی و به دو صحنه محدود می‌شود. آنها به‌طور گذرا فقط در ابتدای کتاب گوش شکسته ظاهر می‌شوند (چون فریب می‌خورند و پرونده را مختومه می‌کنند و بر این باورند که شی دزدیده شده، بازگردانده شده است در حالی که تنها با یک نمونهٔ جعلی جایگزین شده است). و در تن‌تن و پیکاروها هم به اتهامات واهی زندانی می‌شوند و در معرض اعدام قرار می‌گیرند. دوپونت و دوپونط در طول حضورهای دیگر خود، به عنوان کارآگاهان رسمی در مورد جرائمی که تن‌تن در حال حاضر در حال تحقیق بر روی آنهاست، ظاهر می‌شوند. آخرین حضور آنها در تن‌تن و هنر الفبا بود.

## الهام و تأثیرات فرهنگی

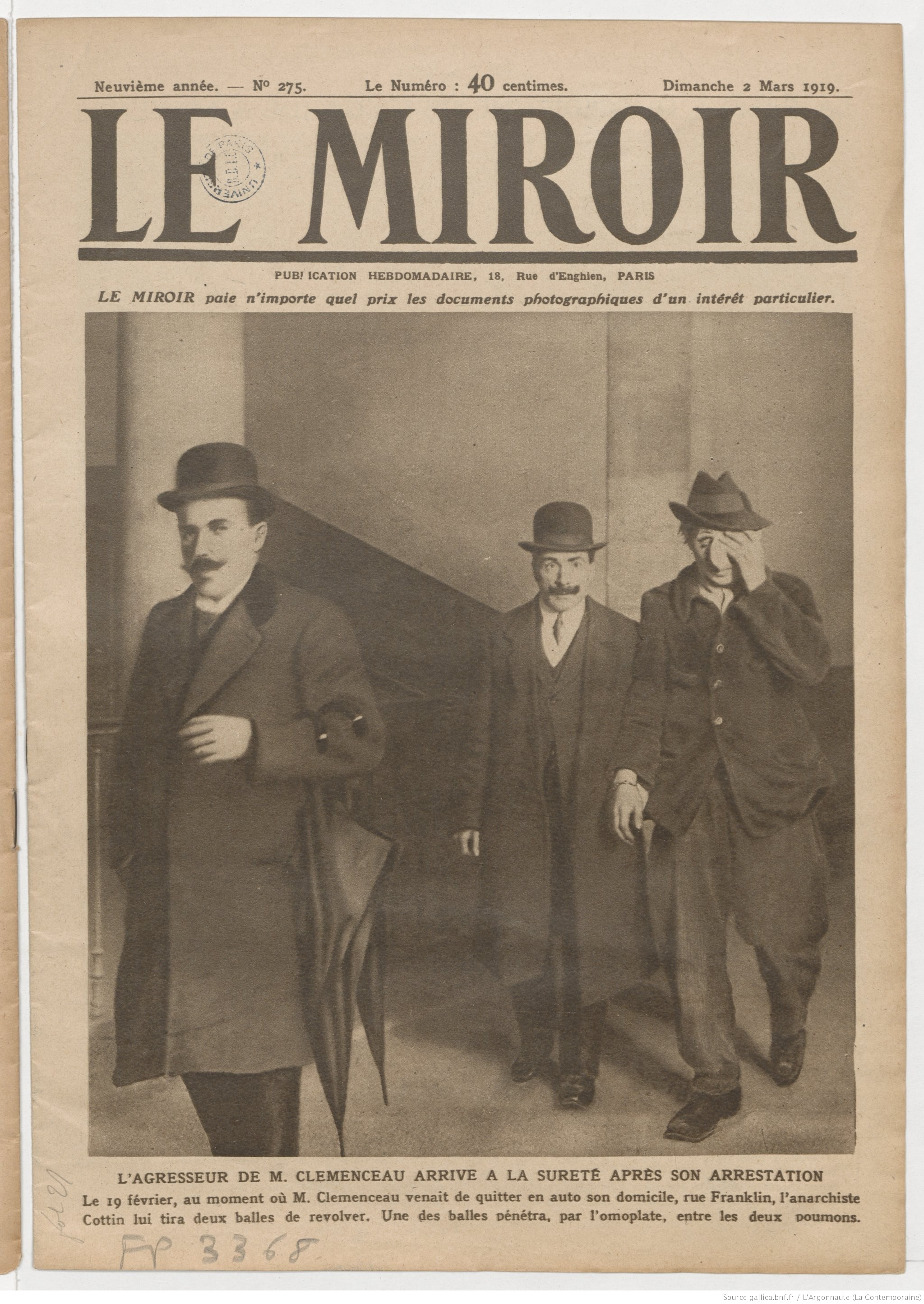
روی جلد روزنامۀ «لو میروآر» در ۲ مارس ۱۹۱۹

کارآگاهان تا حدی با الهام از پدر هرژه، «آلکسی» و عمویش «لئون» خلق شده‌اند که دوقلوهای همسان بودند و بیشتر مواقع با کلاه‌های بولدر و عصاهای پیاده‌روی مشابه با هم قدم می‌زدند. الهام‌بخش دیگر خلق این شخصیت‌ها، تصویری از دو کارآگاه سبیل‌دار با کلاه بولدر و لباس رسمی بود که روی جلد روزنامۀ «لو میروآر» در ۲ مارس ۱۹۱۹ چاپ شد. آنها در حال اسکورت امیل کوتان، که به ژرژ کلمانسو حمله کرده بود، نشان داده شده‌اند. یکی از کارآگاهان به مرد دستبند زده، در حالی که دیگری هر دو چترشان را به بازویش آویزان کرده است.
این دو شخصیت همچنین حضورِ افتخاریِ کوتاهی در یکی از داستان‌های ماجراهای آستریکس به نام آستریکس در بلژیک دارند.
آنها در یک کمیک ایتالیایی به نام «سایه‌ای که شرلوک هولمز را به چالش کشید» هم حضور دارند، که اسپین‌آف «مارتین میستر» است و شرکت نشر «سرجو بونلی ادیتوره» آن را منتشر کرد.
نام گروه پاپ دوقلوهای تامسون نیر الهام گرفته شده از نام انگلیسی این شخصیت‌ها «تامسون و تامسون» بود.
این کارآگاهان یکی از شخصیت‌های اصلی و دائمی مجموعه تلویزیونی ماجراهای تن‌تن در سال‌های ۱۹۹۱ تا ۱۹۹۲ بود و همچنین فیلم پویانمایی رایانه‌ای سه‌بعدی ماجراهای تن‌تن: راز اسب شاخدار در سال ۲۰۱۱ هم حضور دارند. در این فیلم سایمون پگ و نیک فراست نقش دوپونت و دوپونط را ایفا می‌کنند.